# Loca (Khea)
Loca è un singolo del rapper argentino Khea, pubblicato il 24 novembre 2017.

## Tracce
1. Loca – 4:06